# Costularia pilisepala
Costularia pilisepala är en halvgräsart som först beskrevs av Ernst Gottlieb von Steudel, och fick sitt nu gällande namn av Frank Dunn Kern. Costularia pilisepala ingår i släktet Costularia, och familjen halvgräs. Inga underarter finns listade i Catalogue of Life.